# Pat Binns
Patrick George "Pat" Binns (Weyburn, Saskatchewan; 8 de octubre de 1948) es un político canadiense y primer ministro de la provincia de la Isla del Príncipe Eduardo. Ha sido el líder del Partido Conservador Progresista de la Isla del Príncipe Eduardo desde 1996.
Asimismo, sirvió como embajador de Canadá en Irlanda.
| Predecesor: Keith Milligan | Primer ministro de la Isla del Príncipe Eduardo 1996-2007 | Sucesor: Robert Ghiz           |
| Predecesor: Pat Mella      | Líder del Partido Conservador Progresista 1996 - 2007     | Sucesor: Olive Crane (interim) |

- Datos: Q348742